# Deutsche DT-Fußballmeisterschaft 1924/25
Die Deutsche DT-Fußballmeisterschaft 1925 war die erste von der Deutschen Turnerschaft ausgerichtete deutsche Meisterschaft im Fußball. Sieger wurde der MTV Fürth.

## Modus und Teilnehmer
Gespielt wurde im K.-o.-System. 
| - TV 1848 Bochum - MTV Fürth | - Harburger TB 1865 - Kieler MTV | - TuSpVgg 1867 Leipzig - ATV Weida |

## Ergebnisse

### Qualifikation
|                   | Ergebnis |                      |
| ----------------- | -------- | -------------------- |
| Harburger TB 1865 | 3:1      | TV 1848 Bochum       |
| MTV Fürth         | 3:2      | TuSpVgg 1867 Leipzig |

### Halbfinale
|                   | Ergebnis |            |
| ----------------- | -------- | ---------- |
| Harburger TB 1865 | 0:2      | Kieler MTV |
| MTV Fürth         | 1:0      | ATV Weida  |

### Finale
|           | Ergebnis |            |
| --------- | -------- | ---------- |
| MTV Fürth | 5:0      | Kieler MTV |